# Ghiacciaio Dodelen
Il ghiacciaio Dodelen è un ghiacciaio lungo 3,6 km e largo 2,8, situato sull'isola Brabant, una delle isole dell'arcipelago Palmer, al largo della costa nord-occidentale della Terra di Graham, in Antartide. Il ghiacciaio si trova in particolare sulla penisola Pasteur, a sud-ovest del ghiacciaio Podayva e a nord-ovest del ghiacciaio Lister, dove fluisce verso ovest a partire dal versante occidentale del monte Hunter, nei monti Stribog, fino a entrare nella baia di Guyou.

## Storia
Il ghiacciaio Dodelen è stato così battezzato dalla Commissione bulgara per i toponimi antartici in onore del fiume Dodelen,  che scorre nei monti Balcani.